# مايكل رولاند
مايكل رولاند (بالإنجليزية: Michael Rowland)‏ هو مذيع أخبار ومراسل أسترالي، ولد في 8 يوليو 1968.